# Jeziorki (Kroczyce)
Jeziorki – część wsi Kroczyce w Polsce położona w województwie śląskim, w powiecie zawierciańskim, w gminie Kroczyce.
W latach 1975–1998 Jeziorki położone były w województwie częstochowskim.